# Diadegma acronyctae
Diadegma acronyctae là một loài tò vò trong họ Ichneumonidae.